# Горбатов, Александр Васильевич
Алекса́ндр Васи́льевич Горба́тов (9 (21) марта 1891 — 7 декабря 1973, Москва) — советский военачальник, генерал армии (1955); командующий 3-й армией (1943—1945), командующий ВДВ (1950—1954). Герой Советского Союза (10.04.1945).

## Биография

### Происхождение
Родился в многодетной семье бывших владельческих крестьян деревни Пахотино Шуйского уезда Владимирской губернии (ныне — Палехский район Ивановской области) — Василия Алексеевича (1855—1935) и Ксении Акакиевны Горбатовых, в которой было пять дочерей — Татьяна, Анна, Мария, Клавдия, Евдокия и пять сыновей — Николай, Иван, Александр, Георгий, Михаил. Образование Александр Горбатов получил в трёхклассной сельской школе в деревне Харитоново (1899, осень—1902, весна), учился хорошо, «отличался способностями к арифметике, быстрым и правильным решениям задач, доступных редко кому из взрослых». Подростком трудился в хозяйстве отца, на зимних отхожих промыслах, на обувной фабрике в Шуе.

### В Русской императорской армии
На военной службе в Русской армии с октября 1912 года — в 17-м гусарском Черниговском Его Императорского Высочества Великого Князя Михаила Александровича полку. Участник Первой мировой войны: сражался в Польше, в Карпатах, на реке Стоход — был ранен в боях. За воинскую доблесть произведён в чин старшего унтер-офицера, награждён двумя Георгиевскими крестами (III и IV ст.) и двумя Георгиевскими медалями c надписью «За храбрость» (III и IV ст.).
В 1917 году — член полкового и дивизионного солдатских комитетов. В марте 1918 года демобилизовался и вернулся на малую Родину, был членом волостного исполкома и членом комитета бедноты.

### Гражданская война и межвоенный период
C августа 1919 года добровольцем служил в Красной Армии, в том же году вступил в РКП(б). В Гражданскую войну — красноармеец, командир взвода, затем эскадрона, с апреля 1920 года — командир 58-го кавалерийского полка, а с августа — командир Отдельной Башкирской кавалерийской бригады. Воевал против армии генерала А. И. Деникина, на советско-польской войне, в конце 1920 года — против войск УНР Симона Петлюры.
После окончания Гражданской войны, с 1921 года — командир 7-го Черниговского Червоного казачества кавалерийского полка на Украине, с 1928 года — командир кавалерийской бригады в 3-й кавалерийской дивизии, с 11 января 1933 по май 1936 года — командир 4-й Туркестанской горно-кавалерийской дивизии в городе Мары Туркменской ССР. Окончил командные кавалерийские курсы (1926) и курсы усовершенствования высшего комсостава в Москве (1930). При введении в РККА персональных воинских званий ему 26 ноября 1935 года было присвоено воинское звание комбрига. С мая 1936 года — командир 2-й кавалерийской дивизии 7-го кавалерийского корпуса в Киевском военном округе (город Староконстантинов Каменец-Подольской области Украинской ССР).

### Репрессии
В сентябре 1937 г. отстранён от должности «за связь с врагами народа», зачислен в распоряжение Управления по командному и начальствующему составу РККА и исключён из ВКП(б). В марте 1938 года был восстановлен в партии и назначен заместителем командира 6-го кавалерийского корпуса, но в октябре 1938 года уволен в запас и арестован. Во время следствия в НКВД подвергался пыткам, но виновным себя не признал. В воспоминаниях Горбатов писал:

Допросов с пристрастием было пять с промежутком двое-трое суток; иногда я возвращался в камеру на носилках. Затем дней двадцать мне давали отдышаться… когда началась третья серия допросов, как хотелось мне поскорее умереть!

Был осуждён 8 мая 1939 г. за контрреволюционную деятельность к 15 годам лишения свободы и 5 годам поражения в правах. Наказание отбывал в исправительно-трудовом лагере НКВД на Колыме, куда был переправлен на пароходе «Джурма». Заболел цингой.
Освобождён после пересмотра дела 5 марта 1941 г. После восстановления в армии и лечения в санаториях в апреле того же года получил назначение на должность заместителя командира 25-го стрелкового корпуса в Сталино (ныне — Донецк).

### Великая Отечественная война
В начальный период Великой Отечественной войны корпус был переброшен в состав 19-й армии на Западный фронт и в начале июля 1941 года вступил в бой в Витебском сражении. Отрезанный от корпуса, Горбатов переподчинил себе беспорядочно отходящие войска, смог организовать оборону и четыре дня удерживал Ярцево, где 22 июля был ранен, а затем отправлен в Москву на лечение. После излечения был зачислен слушателем Курсов для высшего комсостава, но к учёбе не приступил и по собственной просьбе отправлен на фронт.
1 октября 1941 года в Харькове, назначен командиром 226-й стрелковой дивизии на Юго-Западном фронте. Отличился в оборонительных боях под Харьковом, а затем в зимних наступательных боях, где неоднократно предпринимал дерзкие рейды по тылам противника с разгромом его гарнизонов. 25 декабря 1941 году Горбатову было присвоено воинское звание генерал-майора (до этого времени он так и оставался в звании комбрига). Награждён орденом Красного Знамени.
С конца июня 1942 года — инспектор кавалерии Юго-Западного фронта, с августа — в той же должности на Сталинградском фронте. С октября — заместитель командующего 24-й армией на Сталинградском и Донском фронтах, участник Сталинградской битвы. С апреля 1943 года — командир 20-го гвардейского стрелкового корпуса 4-й гвардейской армии в резерве Ставки ВГК. Генерал-лейтенант (28.04.1943).
С июня 1943 года и до конца войны — командующий 3-й армией. Генерал-полковник (29.06.1944). Геройски и умело действовал в Орловской, Брянской, Черниговско-Припятской, Белорусской, Ломжа-Ружанской, Восточно-Прусской, Берлинской операциях. За умелое руководство 3-й армией при прорыве обороны противника в Восточной Пруссии 10 апреля 1945 года удостоен звания Героя Советского Союза.
За время войны Горбатов был 16 раз упомянут в благодарственных приказах Верховного Главнокомандующего.

### Послевоенное время
В июне 1945 года, после гибели генерал-полковника Н. Э. Берзарина, назначен на должность коменданта Берлина, также сменил его на посту командующего 5-й ударной армией в Группе советских оккупационных войск в Германии. В ноябре 1945 года одновременно с назначением командующим армией стал начальником Советской военной администрации в Германии в Мекленбурге и Западной Померании. С ноября 1946 года — командующий 11-й гвардейской армией Прибалтийского военного округа, с марта 1950 года — Отдельной гвардейской воздушно-десантной армией, с мая 1953 года — Воздушно-десантными войсками, с мая 1954 года — Прибалтийского военного округа. С 8 августа 1955 года — генерал армии. С апреля 1958 года назначен генеральным инспектором Группы генеральных инспекторов МО СССР.
Депутат Верховного Совета СССР 2—5-го созывов (1946—1962). В 1952—1961 годах был кандидатом в члены ЦК КПСС.

## Автор мемуаров
В начале 1960-х годов А. В. Горбатов работал над написанием воспоминаний. Рукопись c трудом преодолела «рогатки военной цензуры» мемуарной группы ГлавПУРа, поскольку факты и оценки в ней не вписывались в принятые штампы или уже опубликованные мемуары. В 1964 году журнал «Новый мир» всё же опубликовал журнальный вариант воспоминаний генерала, получивший с лёгкой руки его главного редактора Твардовского название «Годы и войны». Таким образом генерал Горбатов вошёл в историю автором мемуаров — книги [militera.lib.ru/memo/russian/gorbatov «Годы и войны»], опубликованной Воениздатом в 1965 году, в которой он одним из первых советских государственных деятелей подробно рассказал о «большом терроре 1930-х годов». Возможно, по этой причине, второе издание этих мемуаров увидело свет спустя почти четверть века, в 1989 году. Позднее они переиздавались ещё несколько раз, в 1992, 2008 и других годах, переведены на польский и венгерский языки.

Могила А. В. Горбатова на Новодевичьем кладбище.

Генерал Горбатов всю жизнь был трезвенником и некурильщиком; ещё в подростковом возрасте, в 1907 году он дал клятву своему товарищу, что никогда не будет пить, курить и сквернословить. О своём торжественном обещании, как о самом сокровенном, он рассказывает в своих воспоминаниях, мемуарах:

«Сколько встречалось людей, насмехавшихся над моим воздержанием от водки и табака! Называли меня и больным и старообрядцем — насмешки не действовали. Встречалось и начальство, которое приказывало пить, но я и тут оставался твёрдым. Более того, сколько ни было тяжёлых переживаний в моей жизни — никогда не приходило желание забыться в водке».

## На Новодевичьем некрополе
Скончался 7 декабря 1973 года в Москве. Погребён с воинскими почестями на Новодевичьем кладбище.
Надгробный памятник создан известным советским скульптором Григорием Постниковым.

## Отзывы сослуживцев
Маршал Советского Союза К. К. Рокоссовский:

Александр Васильевич Горбатов — человек интересный. Смелый, вдумчивый военачальник, страстный последователь Суворова, он выше всего в боевых действиях ставил внезапность, стремительность, броски на большие расстояния с выходом во фланг и тыл противнику. Горбатов и в быту вёл себя по-суворовски — отказывался от всяких удобств, питался из солдатского котла.
Маршал Советского Союза А. М. Василевский:

…в помещение стремительно вошёл высокий генерал в кавалерийской форме. Правильные черты лица, проницательный взгляд голубых глаз, безукоризненная выправка, чёткость, с которой он доложил о себе, — всё это тотчас же расположило меня к прибывшему. А его просьба, высказанная просто, но очень энергично, окончательно покорила меня… Александр Васильевич просил, чтобы ему поручили какое-нибудь серьёзное боевое дело. Сидеть сложа руки на левом берегу Волги, когда обстановка стала угрожающей, он не мог.
Маршал Советского Союза Г. К. Жуков:

В составе Брянского фронта наиболее энергично наступала 3-я армия под командованием генерала А. В. Горбатова, который на протяжении всей войны превосходно справлялся с ролью командующего армией. И можно сказать: он вполне мог бы успешно справиться и с командованием фронтом. Но за его прямоту, за резкость суждений он не нравился высшему руководству. Особенно против него был настроен Берия, который абсолютно незаслуженно продержал его в тюрьме несколько лет.
Насчёт резкости и прямолинейности А. В. Горбатова существует легенда. В декабре 1941 года своему непосредственному командиру Кириллу Москаленко он заявил, что глупо бросать наши полки в лобовую атаку на немцев, если для этого нет объективной необходимости. На ругань ответил жёстко, заявив, что не позволит себя оскорблять. Также был инцидент с вырубкой и поставкой леса. «Один из офицеров, уроженец Донбасса, получил письмо от отца: тот жаловался сыну, что для восстановления шахт, разрушенных гитлеровцами, нужен крепежный лес, а его поставляют очень мало. Узнав об этом, командарм сказал подчиненному: „Так напиши отцу, пусть приедет сам или пришлёт кого-нибудь к нам за лесом. Видите, сколько здесь леса? Будем рубить, будем грузить уходящий от нас порожняк…“».
Сказал и за множеством дел забыл об этом разговоре. Вспомнил о нём лишь тогда, когда ему доложили, что «прибыла делегация из Донбасса». На беседу с тремя шахтерами Горбатов пригласил члена Военного совета армии генерал-майора Ивана Коннова. «Ну, как вы думаете, Иван Прокофьевич, поможем шахтерам?» — обратился к нему Горбатов. И получил неожиданный ответ: «Да, помочь бы надо. Но вот беда: категорически запрещено вывозить лес». Горбатову пришлось признаться, что он об этом постановлении правительства ничего не знал. Тем не менее принял решение рубить лес и отправлять его «под видом необходимости строительства оборонительных рубежей в тылу армии». «А если уж что и случится, всю вину я возьму на себя», — закончил он. Об этом узнали и назначили из Москвы «тройку» для расследования деятельности Горбатова. После отъезда комиссии в армии поползли слухи, что дни командарма на должности сочтены. "Ожидание решения было долгим и мучительным, — вспоминал Горбатов. — Я о многом передумал… Наконец, как было договорено, председатель тройки позвонил мне по ВЧ: «Докладывал Сталину, он выслушал внимательно. Когда доложил, что вас предупреждал генерал Коннов, он спросил, от кого я это узнал. И когда я доложил, что от самого Горбатова, Сталин удивленно переспросил: „От самого Горбатова?“. А потом добавил: „Да, это на него похоже. Горбатова только могила исправит“. Вердикт вождя, по словам „председателя тройки“, был таким: „Преступление налицо, но поскольку, как вы говорите, он не преследовал личной выгоды, на деле надо поставить точку“».

## Награды

### Награды Российской империи
- Георгиевский крест III степени
- Георгиевский крест IV степени
- Георгиевская медаль III степени
- Георгиевская медаль IV степени

### Ордена СССР
- Медаль «Золотая Звезда» Героя Советского Союза № 6459 (10.04.1945[16]).
- Три ордена Ленина (03.06.1944[17], 21.02.1945[18], 10.04.1945[16]);
- Орден Октябрьской Революции (25.03.1971);
- Четыре ордена Красного Знамени (1921, 27.03.1942[19], 03.11.1944[18], 15.11.1950[18]);
- Два ордена Суворова I степени (22.09.1943, 29.05.1945[20]);
- Орден Суворова II степени (27.08.1943[21]);
- Орден Кутузова I степени (23.07.1944[22]);
- Орден Кутузова II степени (08.02.1943[23]);
- Два ордена Красной Звезды (16.08.1936[24], 21.03.1961[25]).
- 11 медалей СССР.

### Ордена иностранных государств
- Орден «Легион почёта» степени Главнокомандующего (США, 1944)[26];
- Орден «Крест Грюнвальда» II степени (ПНР, 24.04.1946);
- Орден «Virtuti militari» ПНР II класса (19.12.1968) и IV класса (6.10.1973);
- Орден Красного Знамени (МНР, 6.07.1971);
- Медали Польши, Чехословакии, Монголии.

## Память

Памятник А. В. Горбатову в Новосиле

- Именем Горбатова названы улицы в Брянске, Орле, Уфе, Иванове[27], Шуе, Минске, Гомеле, Мценске, Волковыске, Свислочи, Рогачёве, Остроленке, Осиповичах.
- 1965 — установлен бюст в городе, освобождённом войсками армии генерала А. В. Горбатова — Новосиле Орловской области.
- 1983 — установлен бюст на площади его имени — посреди бульвара Победы — в Орле во время празднования 40-летия Победы[28].
- 2003 — открыт Мемориальный комплекс в селе Вяжи Новосильского района Орловской обл., включающий «Блиндаж Горбатова», откуда 12 июля 1943 года началось наступление войск и соединений Брянского фронта, при участии 3-й армии генерала Горбатова[29].
- Мемориальная доска в честь А. В. Горбатова в Волковыске (2019)[30]. Установлена на здании одноимённой улицы.
- Присвоено звание Почётный гражданин в ряде городов: Орёл[31], Гомель (Почётный гражданин г. Гомеля, 1968)[32], Новосиль, Мценск[33] и посёлка Палех.
- Школа № 200 в Ульяновске.
- Материалы, посвящённые А. В. Горбатову, в Белорусском государственном музее истории Великой Отечественной войны[34]. В фондах музея хранятся фотографии А.В. Горбатова, копия его наградного листа орденом Суворова I степени, воспоминания Александра Васильевича от 22 марта 1965 года и его личные вещи.
- Мурал в честь Героя Советского Союза Александра Горбатова в Гомеле (фасад жилого дома по пр-ту Космонавтов, 32 в Железнодорожном районе)[35]. Открыт 25.11.2024.

## В искусстве
- В 1992 году об А. В. Горбатове был снят художественный фильм «Генерал», в главной роли — Владимир Гостюхин.

## Личная жизнь
Был дважды женат. Первый брак был кратковременным.
- Вторая жена (с января 1934 г.) — Нина Александровна Веселова (1909—1995); погребена рядом с супругом на Новодевичьем кладбище[10]
- Сестра (1898—1981) — Комкова (Горбатова) Клавдия Васильевна.

## Сочинения
- Горбатов А. В. Годы и войны. — М.: Воениздат, 1965. — 384 с. + 1 вкл.[c]
- Горбатов А. В. Наступление войск 3-й армии на рогачвском направлении. // Военно-исторический журнал. — 1961. — № 1. — С. 18—30.
- Горбатов А. В., Ивашечкин М. В. Наступление 3-й армии севернее Гомеля. // Военно-исторический журнал. — 1962. — № 8. — С. 30—43.